# NDUFA2
NDUFA2 (англ. NADH:ubiquinone oxidoreductase subunit A2) – білок, який кодується однойменним геном, розташованим у людей на короткому плечі 5-ї хромосоми.  Довжина поліпептидного ланцюга білка становить 99 амінокислот, а молекулярна маса — 10 922.
| 10         |  | 20         |  | 30         |  | 40         |  | 50         |
| ---------- |  | ---------- |  | ---------- |  | ---------- |  | ---------- |
| MAAAAASRGV |  | GAKLGLREIR |  | IHLCQRSPGS |  | QGVRDFIEKR |  | YVELKKANPD |
| LPILIRECSD |  | VQPKLWARYA |  | FGQETNVPLN |  | NFSADQVTRA |  | LENVLSGKA  |

A: Аланін

C: Цистеїн

D: Аспарагінова кислота

E: Глутамінова кислота

F: Фенілаланін

G: Гліцин

H: Гістидин

I: Ізолейцин

K: Лізин

L: Лейцин

M: Метіонін

N: Аспарагін

P: Пролін

Q: Глутамін

R: Аргінін

S: Серин

T: Треонін

V: Валін

W: Триптофан

Задіяний у таких біологічних процесах як транспорт, транспорт електронів, дихальний ланцюг, поліморфізм, ацетилювання, альтернативний сплайсинг. 
Локалізований у мембрані, мітохондрії, внутрішній мембрані мітохондрії.